# Parasphigmothorax ochreosignatus
Parasphigmothorax ochreosignatus là một loài bọ cánh cứng trong họ Cerambycidae.